# 中山王铁足铜鼎
中山王铁足铜鼎，又称中山王鼎，是中国迄今为止发现最大的铁足铜鼎，也是战国时代的青铜器中铭文字数最多的一件。为宗庙祭祀用礼器。是中华人民共和国国家一级文物，64件禁止出国（境）展览的文物之一。1977年出土于河北省平山县中山王墓，为同时出土的九件列鼎之首鼎。现藏河北省文物研究所。

## 形制
铁足铜鼎高51.5厘米，最大身径65.8厘米。铜身圆腹，双附耳，蹄形铁足，且有带三环钮之覆钵形盖。

## 铭文
鼎身刻有铭文469字，字体瘦长、清秀，有悬针篆之风格。铭文字数之多，仅次于西周毛公鼎。